# Svitlana Azarova
Svitlana Azarova (Oekraïens: Світлана Азарова) (Izmajil, 9 januari 1976) is een Oekraïens-Nederlands componiste van eigentijdse klassieke muziek, woonachtig in Den Haag.
Haar muziek is uitgevoerd door onder andere Eastern Connecticut Symphony Orchestra (VS), L'orchestre national d'Île de France (Frankrijk) en Nederlands Philharmonisch Orkest (Nederland). 

## Opleiding
- 2007 MMus compositie onder Theo Loevendie aan het Amsterdams Conservatorium
- 2000 Afgestudeerd als componiste van Odessa A.V. Nezhdanova Staatsconservatorium (nu Odessa A.V. Nezhdanova Staatsmuziekacademie) onder Prof. Karmella Tsepkolenko.

## Composities
- 2025
  - Hyperion voor ensemble
- 2024
  - Trojaborg 2 (Oekraïens) voor klarinet
- 2023
  - Awesome Stories voor 6 gitaren
- 2019
  - Hoc Vinces! voor groot orkest
- 2015-16
  - Opera MOMO, het verhaal van het kind dat de gestolen tijd terugbracht naar de mensen, voor symfonieorkest, solisten, koor (mix en kinder), in opdracht van De Koninklijke Deense Opera, gebaseerd op de roman Momo van Michael Ende[1]
- 2014
  - Hundred thirty one Angstrom voor groot symfonieorkest
- 2013
  - Concerto Grosso voor viool, viola solo en strijkorkest
- 2011
  - Mover of the Earth, Stopper of the Sun voor symfonieorkest (overture), in opdracht van ONDIF
  - I fell into the sky... voor altviool
- 2010
  - Pure thoughts transfixed voor symfonieorkest[2]
- 2008
  - Beyond Context voor kamerorkest, in opdracht van het Pools Instituut in Kiev[3]
  - From this kind... voor koor, koperblazers en slagwerk, op tekst van Oksana Zaboezjko
- 2007
  - 300 steps above voor carillon/beiaard
  - Trojaborg voor solo klarinet
  - Epices voor sopraan, basklarinet, trompet, slagwerk, piano en viool
  - zonder titel voor barokfluit (traverso) en soundtrack
  - Onderdrukte Haast voor koperkwintet
  - On Tuesdays voor ensemble op tekst van Daniil Harms. Wereldpremière door het Nieuw Ensemble
- 2006
  - Sounds from the Yellow Planet voor ensemble en tape met Khoomei-virtuoos (Boventoonzang) Nikolay Oorzhak
  - Model Citizens voor cello en piano, in opdracht van Doris Hochscheid en Frans van Ruth
  - Valentina's Blues voor piano, in opdracht van Marcel Worms en uitgegeven op zijn CD Red, White and Blues, 32 New Dutch Blues (Attacca Records #27103)[4]
- 2005
  - Hotel Charlotte voor strijkkwartet
  - Dive for violin voor piano
  - The Violinist's morning espresso voor viool[5]
- 2004
  - Outvoice, outstep and outwalk voor basklarinet
  - Asiope voor ensemble
- 2003
  - Go-as-you-please voor ensemble
  - Symphonic Lana Sweet voor groot symfonieorkest
  - Slavic Gods voor fluit, klarinet, accordeon en cello
  - West - East voor ensemble
  - Times of high vibrations voor 2 fluiten
  - Don't go: not now voor fluit, hobo en fagot
  - Feet on Fire voor 2 slagwerkers
  - Festina Lente voor 4 klarinetten
  - Funk Island voor bassethoorn en piano
- 2002
  - In the Icy Loneliness voor 2 celli
  - ...is there no alternative for you? voor ensemble
  - Profile of Time voor ensemble
  - Axis of Every Karuss... voor klarinet, piano en cello[6]
- 2001
  - As for the Clot it is Slowly... voor solo tuba[6]
- 2000
  - Seller of the Glass Christmas Trees voor solo fluit
  - The Dance of Birds voor strijkorkest[6]
  - Chronometer voor piano[6]
- 1999
  - Symphonic Poem voor groot symfonieorkest
  - Diagram voor 5 celli
  - Punished by Love liederencyclus op poëzie van Ludmyla Olijnyk (in het Russisch) voor sopraan en piano
  - Sonata-Diptych voor klarinet en piano

## Lidmaatschappen
- Lid van Genootschap van Nederlandse Componisten[7]
- Lid van ISCM sectie Oekraïne
- Lid van het Oekraïense componistenbond
- Lid van Gesellschaft für musikalische Aufführungs- und mechanische Vervielfältigungsrechte (GEMA)